# El detective Culete
El detective Culete (おしりたんてい Oshiri Tantei?) es una franquicia japonesa creada por Troll, seudónimo de la escritora Yoko Tanaka (1976) y el ilustrador Masahide Fukasawa (1981) que ha dado lugar a diferentes libros ilustrados, series de animación y videojuegos.
El manga sigue a un detective con una apariencia muy peculiar y divertida, el detective Culete, que resuelve misterios cotidianos. Con sus deducciones recorre las calles de su ciudad, en Japón, para resolver pequeños misterios.

## Contenido de la obra

### Anime
El 31 de mayo de 2017, la cuenta oficial de Toei Animation de Twitter anunció un anime de 'El detective Culete. Se estrenó el 3 de mayo de 2018 y después de emitirse durante tres semanas consecutivas en NHK-E, la decisión de emitir una nueva temporada se anunció el 5 de mayo, y la serie se emitió durante siete semanas consecutivas del 14 de julio al 25 de agosto. El anime fue narrado por Ikkei Watanabe.
El 19 de septiembre, se anunció que se emitiría regularmente y empezó a emitirse por NHK E el 1 de diciembre. La tercera temporada se comenzó a emitir en julio de 2019. La cuarta temporada se comenzó a emitir en abril de 2020. La quinta temporada se emitió en abril de 2021.

### Álbum ilustrado
En España han llegado los dos primeros volúmenes de la novela ilustrada por parte de Beascoa, sello editorial de Penguin Random House.